# Déclaration d'Ilulissat
La déclaration d'Ilulissat est une déclaration publiée par cinq États riverains de l'océan Arctique – le Canada, le Danemark, les États-Unis, la Norvège et la Russie – réunis le 28 mai 2008 lors de la Conférence sur l'océan Arctique à Ilulissat au Groenland pour discuter de l'océan Arctique, du changement climatique, de l'environnement marin, de la sécurité maritime et de la division des responsabilités de secours si les nouvelles voies de navigation étaient ouvertes.

## Contenu
Un des principaux objectifs décrits dans la déclaration était le blocage de tout « nouveau régime juridique compréhensif international de gestion de l'océan Arctique ». Un autre engagement pour le règlement ordonné des différends en cas de revendications concurrentes était attendu puisque l'invitation de 2007 pour participer à la conférence trouvait son origine dans des disputes juridictionnelles, dont l'île Hans et l'expédition Arktika 2007.

## Cadre
Puisque l'objectif de la rencontre était de discuter les régimes légaux et les questions juridictionnelles de l'océan Arctique, seuls les cinq États côtiers de cet océan y ont participé. Le Conseil de l'Arctique, étant le seul forum international circumpolaire arctique, qui inclut aussi trois États arctiques qui ne sont pas directement côtiers de l'océan Arctique (la Suède, la Finlande et l'Islande) n'a pas été utilisé comme forum pour la rencontre. Ces trois États ne sont par conséquent pas partie à la déclaration d'Ilulissat. De même, les peuples indigènes de l'Arctique, qui ont un rôle prédominent dans le Conseil de l'Arctique, n'ont pas été impliqués dans la préparation de la déclaration d'Ilulissat.

## Participation
La conférence, qui s'est tenue du 27 mai au 29 mai 2008, était présidée par Per Stig Møller, le ministre danois des Affaires étrangères, et Hans Enoksen, le Premier ministre groenlandais. Les Ministres présents étaient Sergueï Lavrov, ministre russe des Affaires étrangères, Jonas Gahr Støre, ministre norvégien des Affaires étrangères, Gary Lunn, ministre canadien des Ressources naturelles, et John Negroponte, secrétaire d’État adjoint des États-Unis.